# Lista de municípios de Sergipe por IFDM
Esta é uma lista de municípios de Sergipe ordenados por Índice FIRJAN de Desenvolvimento Municipal (IFDM) conforme dados divulgados pelo Sistema FIRJAN em 2015 com base no ano de 2013.
O Índice FIRJAN de Desenvolvimento Municipal (IFDM) é um estudo anual criado para acompanhar o desenvolvimento humano, econômico e social dos municípios do Estado do Rio de Janeiro e do Brasil (5.565 no total), com base exclusivamente em estatísticas oficiais. Ele leva em conta três indicadores: emprego e renda como um único indicador e educação e saúde como indicadores separados, cada qual com um conjunto respectivo de variáveis. Devido às suas características, a ferramenta tem servido como uma fotografia de políticas públicas e como fonte para "estudos nacionais e internacionais a respeito do desenvolvimento brasileiro". Mesmo porque seu resultado é capaz de retratar o nível de desenvolvimento de cada cidade e, assim, dar uma ideia sobre a qualidade de vida de seus cidadãos.
O IFDM é semelhante ao Índice de Desenvolvimento Humano (IDH), calculado pela ONU. Uma diferença entre ambos é que os dados do IFDM “podem ser coletados todo ano”, ao passo que os do IDH só são levantados uma vez por década, pois dependem de “dados do censo demográfico, realizado a cada 10 anos.”

## Categorias

Mapa dos municípios de Sergipe por IFDM em 2013.Legenda:
Alto (nenhum município)
Moderado (31 municípios)
Regular (43 municípios)
Baixo (nenhum município)
Sem dados (1 município)

O índice varia de zero (valor mínimo) até 1 (valor máximo), sendo considerado:
- Alto, resultados superiores a 0,8 pontos;
- Moderado, resultados entre 0,6 e 0,8 pontos;
- Regular, resultados entre 0,4 e 0,6 pontos;
- Baixo, resultados inferiores a 0,4 pontos;

## Lista dos municípios
| Posição                  | Município                | IFDM Consolidado (2013) |
| Desenvolvimento alto     | Desenvolvimento alto     | Desenvolvimento alto    |
| ------------------------ | ------------------------ | ----------------------- |
| nenhum município         |                          |                         |
| Desenvolvimento moderado |                          |                         |
| 1º                       | Aracaju                  | 0.7264                  |
| 2º                       | Itabaiana                | 0.7005                  |
| 3º                       | Carmópolis               | 0.6900                  |
| 4º                       | General Maynard          | 0.6898                  |
| 5º                       | Laranjeiras              | 0.6767                  |
| 6º                       | Lagarto                  | 0.6697                  |
| 7º                       | Campo do Brito           | 0.6667                  |
| 8º                       | Macambira                | 0.6639                  |
| 9º                       | Rosário do Catete        | 0.6637                  |
| 10º                      | Estância                 | 0.6614                  |
| 11º                      | Nossa Senhora da Glória  | 0.6587                  |
| 12º                      | Nossa Senhora do Socorro | 0.6555                  |
| 13º                      | Barra dos Coqueiros      | 0.6506                  |
| 14º                      | Simão Dias               | 0.6436                  |
| 15º                      | São Domingos             | 0.6432                  |
| 16º                      | Boquim                   | 0.6390                  |
| 17º                      | Itabaianinha             | 0.6379                  |
| 18º                      | Poço Verde               | 0.6317                  |
| 19º                      | Propriá                  | 0.6281                  |
| 20º                      | Ribeirópolis             | 0.6262                  |
| 21º                      | São Francisco            | 0.6244                  |
| 22º                      | Cumbe                    | 0.6235                  |
| 23º                      | Itaporanga d'Ajuda       | 0.6215                  |
| 24º                      | Moita Bonita             | 0.6170                  |
| 25º                      | Japaratuba               | 0.6164                  |
| 26º                      | Pirambu                  | 0.6150                  |
| 27º                      | Pedrinhas                | 0.6098                  |
| 28º                      | São Cristóvão            | 0.6097                  |
| 29º                      | Pedra Mole               | 0.6086                  |
| 30º                      | Malhador                 | 0.6049                  |
| 31º                      | Tomar do Geru            | 0.6027                  |
| Desenvolvimento regular  |                          |                         |
| 32º                      | Arauá                    | 0.5995                  |
| 33º                      | Santo Amaro das Brotas   | 0.5991                  |
| 34º                      | Maruim                   | 0.5963                  |
| 35º                      | Japoatã                  | 0.5954                  |
| 36º                      | Divina Pastora           | 0.5940                  |
| 37º                      | Muribeca                 | 0.5916                  |
| 38º                      | Pinhão                   | 0.5907                  |
| 39º                      | Nossa Senhora das Dores  | 0.5894                  |
| 40º                      | Amparo de São Francisco  | 0.5890                  |
| 41º                      | Cristinápolis            | 0.5858                  |
| 42º                      | Neópolis                 | 0.5840                  |
| 43º                      | Nossa Senhora Aparecida  | 0.5835                  |
| 44º                      | Riachão do Dantas        | 0.5795                  |
| 44º                      | Telha                    | 0.5795                  |
| 46º                      | Indiaroba                | 0.5788                  |
| 47º                      | Umbaúba                  | 0.5783                  |
| 48º                      | Frei Paulo               | 0.5774                  |
| 49º                      | Areia Branca             | 0.5744                  |
| 50º                      | Riachuelo                | 0.5735                  |
| 51º                      | Canindé de São Francisco | 0.5723                  |
| 52º                      | Tobias Barreto           | 0.5681                  |
| 53º                      | Malhada dos Bois         | 0.5653                  |
| 54º                      | Salgado                  | 0.5586                  |
| 55º                      | São Miguel do Aleixo     | 0.5574                  |
| 56º                      | Santa Luzia do Itanhy    | 0.5556                  |
| 57º                      | Itabi                    | 0.5530                  |
| 58º                      | Nossa Senhora de Lourdes | 0.5494                  |
| 59º                      | Cedro de São João        | 0.5466                  |
| 60º                      | Capela                   | 0.5456                  |
| 61º                      | Siriri                   | 0.5431                  |
| 62º                      | Santa Rosa de Lima       | 0.5429                  |
| 63º                      | Santana do São Francisco | 0.5383                  |
| 64º                      | Ilha das Flores          | 0.5364                  |
| 65º                      | Porto da Folha           | 0.5358                  |
| 66º                      | Pacatuba                 | 0.5328                  |
| 67º                      | Feira Nova               | 0.5325                  |
| 68º                      | Poço Redondo             | 0.5300                  |
| 69º                      | Gararu                   | 0.5273                  |
| 70º                      | Canhoba                  | 0.5201                  |
| 71º                      | Graccho Cardoso          | 0.5108                  |
| 72º                      | Carira                   | 0.5033                  |
| 73º                      | Brejo Grande             | 0.4882                  |
| 74º                      | Aquidabã                 | 0.4566                  |
| Desenvolvimento baixo    |                          |                         |
| nenhum município         |                          |                         |
| Sem dados                |                          |                         |
| Monte Alegre de Sergipe  |                          |                         |